# Christian Ferdinand Falkmann
Christian Ferdinand Falkmann (fälschlich auch Christian Friedrich Falkmann, Pseudonym: Eusebius Wahrlieb; * 2. Juli 1782 in Schötmar; † 14. Februar 1844) war ein deutscher Lehrer und Fremdsprachendidaktiker (Fachdidaktik).
Nach Studium der Theologie an der Georg-August-Universität Göttingen war er als Hauslehrer tätig. „Ab 1813 war er Lehrer, später Rektor am Gymnasium zu Detmold, wo er überdies jahrelang Privatunterricht in den neueren Sprachen erteilte. Falkmanns besonderes Interesse galt der englischen Sprache und Literatur. Seine methodischen Grundsätze für den Englischunterricht erörterte er in der Schulprogrammschrift „Einige Bemerkungen über den Unterricht in den neueren Sprachen“ (1839), die erstaunlich innovative Ideen, etwa über die vier Fertigkeiten, die hier erstmals als Kern der Sprachbeherrschung beschrieben werden, mit traditionellen Elementen vereint.“ (Friederike Klippel, siehe unter Weblinks)
Während seiner Rektorenzeit am Leopoldinum waren dort unter anderen Christian Dietrich Grabbe, Ferdinand Freiligrath und Georg Weerth Schüler.
Sein Sohn war der Rechtsanwalt und Archivar August Falkmann.

## Werke (Auswahl)
- Poetische Versuche. Göttingen 1816, LLB Detmold, Google
- Methodik der Stylübungen für höhere Schulanstalten und Privatübungen. Hannover 1818, LLB Detmold
- Nachricht von der gegenwärtigen Einrichtung des Gymnasiums und der Bürgerschule zu Detmold nebst einer neuen Schulordnung. Lemgo 1819 LLB Detmold
- Stylistisches Elementarbuch oder Erster Cursus der Stylübungen. Hannover 1825, Google
- Praktische Rhetorik für die obern Klassen der Schulen und zum Selbstunterrichte. Hannover 1831, Google
- Stilistik oder Vollständiges Lehrbuch der deutschen Abfassungskunst. Leipzig 1849, Google

## Nachweise
1. ↑  Lothar Weiß: Das Stammbuch Christian Ferdinand Falkmanns aus den Jahren 1800 bis 1814 (Memento vom 21. Oktober 2020 im Internet Archive) (PDF; 214 kB), Lippische Landesbibliothek Detmold, Signatur: Album Nr. 24, März 2011, abgerufen am 22. Oktober 2020

| Personendaten    | Personendaten                                               |
| ---------------- | ----------------------------------------------------------- |
| NAME             | Falkmann, Christian Ferdinand                               |
| ALTERNATIVNAMEN  | Wahrlieb, Eusebius (Pseudonym)                              |
| KURZBESCHREIBUNG | deutscher Lehrer und Fremdsprachendidaktiker (Fachdidaktik) |
| GEBURTSDATUM     | 2. Juli 1782                                                |
| GEBURTSORT       | Schötmar                                                    |
| STERBEDATUM      | 14. Februar 1844                                            |